# Шосе Кабул-Джалалабад
Шосе Кабул–Джалалабад, також відома як Національне шосе 08 (NH08), — шосе, що пролягає між афганськими містами Кабул (столиця країни) і Джелалабад, найбільше місто в східному Афганістані та столиця провінції Нангархар. Частина дороги пролягає через ущелину Танг-е Гару.

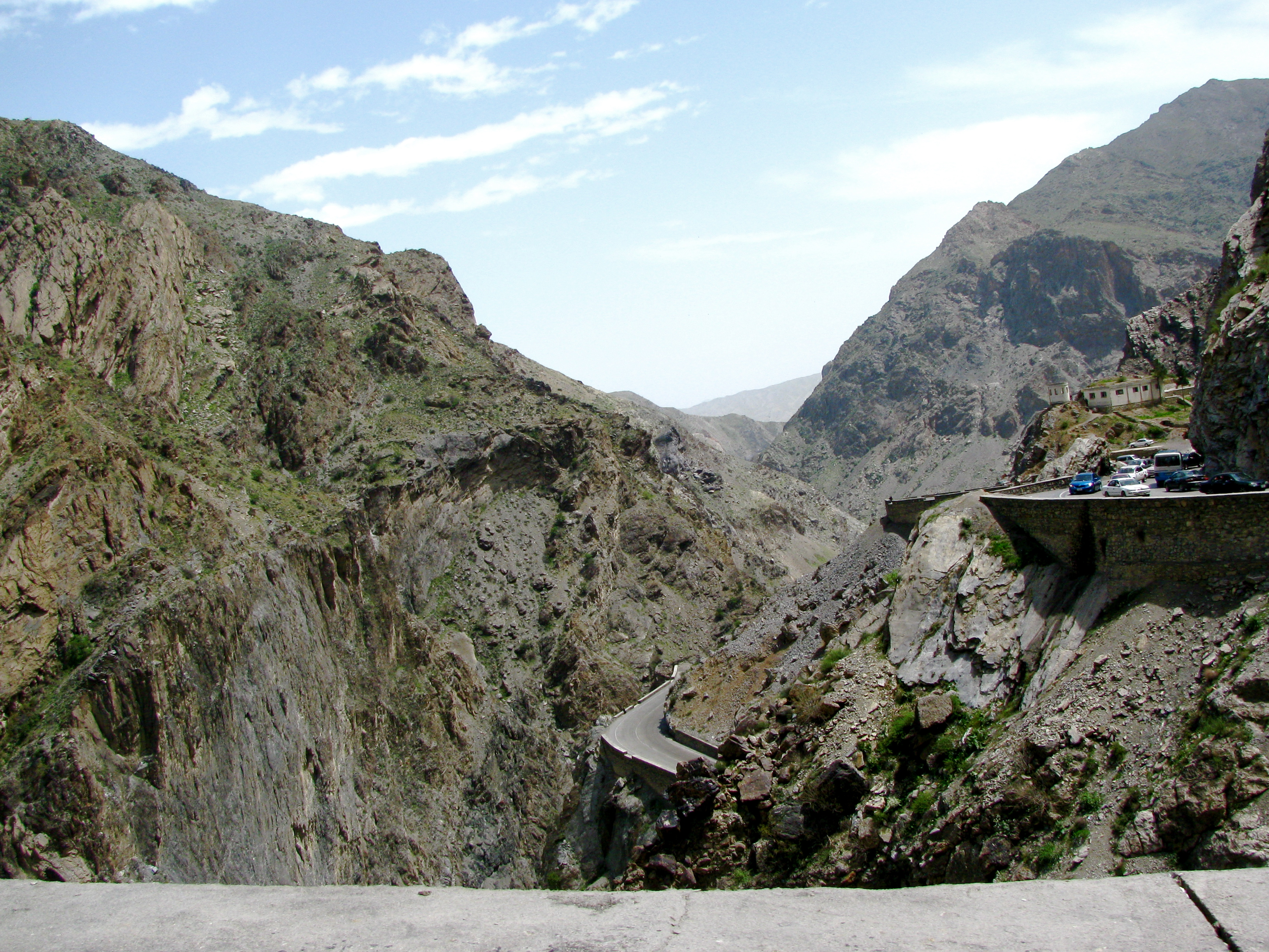
Вид на шосе

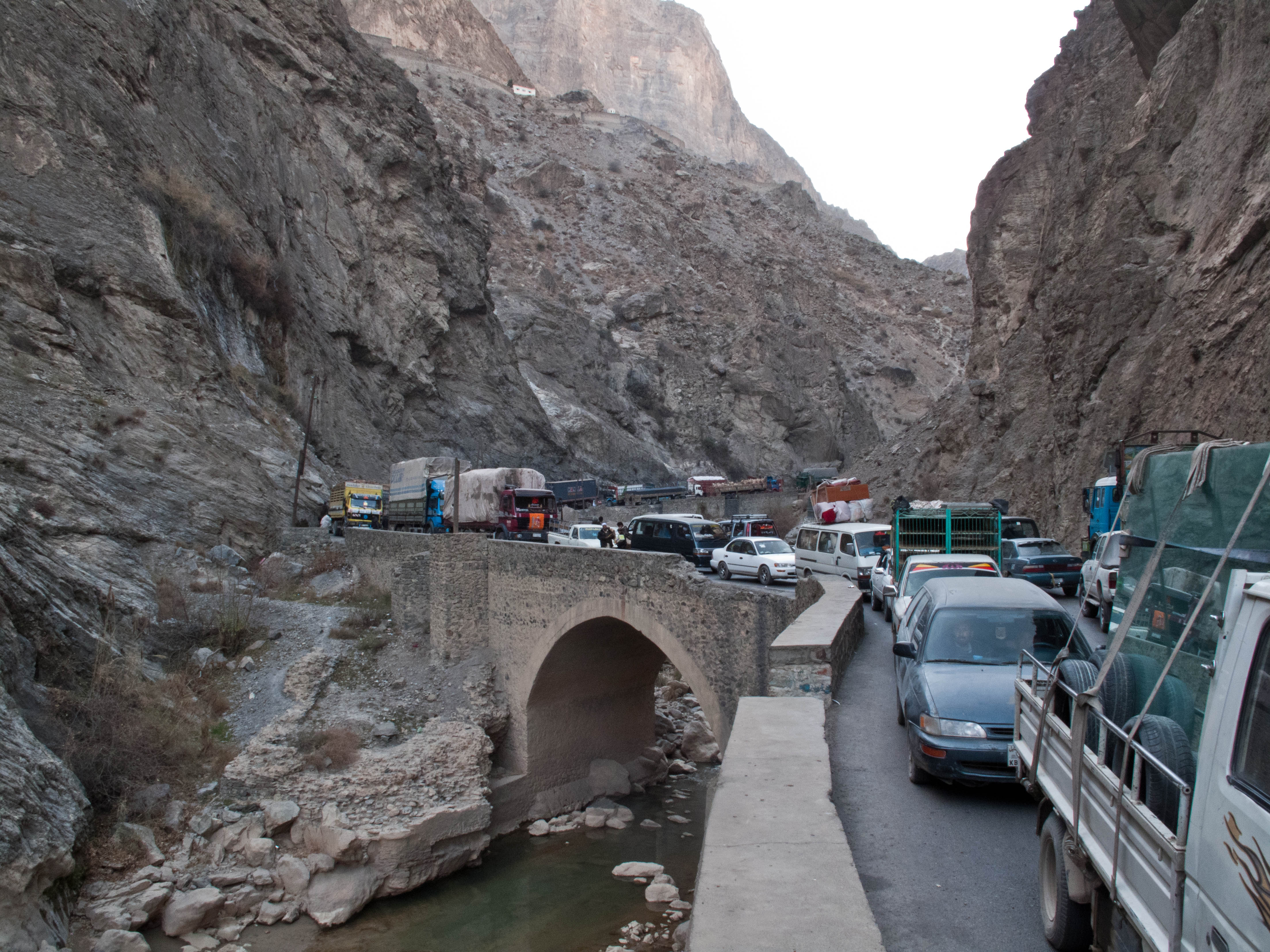
Зупинено рух на дорозі Кабул–Джелалабад.

Дорога має приблизно 152 кілометри завдовжки і рухається вгору від висоти 575 м у Джелалабаді до 1790 м у Кабулі. Через велику кількість дорожньо-транспортних пригод дорога між Джелалабадом і Кабулом вважається однією з найнебезпечніших у світі. Складається з вузьких доріг з крутими поворотами повз високі скелі та долину річки Кабул внизу, з якою він проходить паралельно.
Це велика частина афганської частини великої магістральної дороги. Частини дороги проходять після катастрофічного відступу британської армії з Кабула в 1842 році.

## Дивись також
- Шосе 1 (Афганістан)